# Hortense Bégué
Hortense Bégué (Cauvós, 12 d’abril de 1890 – París, 9 de maig de 1957), coneguda també com Hortènsia Begué, va ser una escultora i il·lustradora francesa.
A principis del segle XX residia a París, on cap el 1913 va conèixer el que seria el seu marit, Celso Lagar, que hi havia arribat el 1911 per estudiar escultura. A París va mantenir una relació d’amistat amb l'escultor Joseph Bernard i el pintor Amedeo Modigliani.
Fugint de la Primera Guerra Mundial, la parella va arribar a Barcelona, on va viure i participar de la vida artística fins al 1919. Se sap que com a mínim hi va exposar dues vegades, la primera a la Sala Dalmau i la segona a les Galeries Laietanes, les dues vegades amb el seu company. A principis de 1915 s'hi van poder veure escultures i aquarel·les i la primavera del 1918, a més, dibuixos amb temàtica d’animals. El fet que fes dibuixos per a la revista Un enemic del poble, junt amb il·lustradors i artistes com Xavier Nogués, Joaquim Torres Garcia, Pau Gargallo o Montserrat Casanova, indica que es va integrar en els cercles cultural i artístic de la ciutat.
El 1919 va tornar a París, des d’on amb el seu marit va fer estades puntuals a Cotlliure i a la Bretanya, especialment a partir de 1927. Aquell mateix any va exposar una escultura en talla dolça, la titulada Les deux amis (Els dos amics) i el guix Singe (Mico) al Saló dels Independents. L’abril de l’any següent la seva exposició a la galeria Zborowski, presentada pel poeta Max Jacob, va obtenir un bon ressò, especialment les obres Bataille d’ours (Batalla d’ossos), Cerf et biche (Cérvol i daina), Ours qui fait le beau (Ós bonic), el bronze Dromadaire (Dromedari), Ours qui mange (Ós menjant), Biches et Ourson (Cérvol i osset).
En esclatar la Segona Guerra Mundial es van refugiar als Pirineus, on van viure en condicions difícils. Van tornar a París el 1944, un cop alliberada la ciutat, però les seves carreres no van remuntar.
L’octubre del 2021 el Museu d’Art de Girona va presentar una exposició que reflectia els anys que Hortense Bégué i Celso Lagar van passar a Catalunya i en la qual per primera vegada es va poder fer una mostra retrospectiva de la seva obra.